# Falta László
Falta László (Szeged, 1899. március 26. – Szeged, 1958. január 15.) fül-orr-gégész, egyetemi magántanár.

## Élete
Falta Marcell (1867–1951) és Deutsch Hermina Szeréna (1879–1963) fiaként született zsidó családban. Középiskolai tanulmányait 1909 és 1917 között a Kegyes-tanítórendiek Vezetése Alatt Álló Szegedi Városi Főgimnáziumban végezte. A szegedi Ferenc József Tudományegyetem Orvostudományi Karán szerezte meg orvosi oklevelét (1925). 1926-tól 1929-ig a szegedi Sebészeti Klinika díjtalan műtőnövendéke, 1929-től okleveles műtőorvos, díjas gyakornok, majd tanársegéd a Fül-, orr-, gégerendelő Intézetben. A zsidótörvények következtében anyagilag és szakmailag is ellehetetlenült. A háborút követően visszatért az Intézetbe. 1946-ban a Szegedi Tudományegyetem Orvostudományi Karán a fülbetegségek kór- és gyógytana című tárgykörből magántanárrá habilitálták. A szájüregi és a nyelőcsődaganatok sebészi megoldásával, orrsebészettel, az otoszklerózis diagnosztikai kérdéseivel foglalkozott.
1937. szeptember 19-én Szegeden házasságot kötött Fodor Gabriella Erzsébettel (1905–1953), Fodor Miklós nagybirtokos és Zay Mária lányával.

## Művei
- Ritkább szájüregi daganatok. (Gyógyászat, 1927, 41.)
- Halálos bárzsingsérülés kardnyelés következtében. Incze Gyulával. (Orvosi Hetilap, 1931, 10.)
- Összehasonlító adatok az egyes influenzajárványokhoz csatlakozó otitisekről, különös tekintettel az 1931/32-es járványra. (Orvosi Hetilap, 1932, 37.)
- Az orrlégzés helyreállítása garatmandulakiirtás (adenotomia) után. (Budapesti Orvosi Ujság, 1932, 40.)
- A súlyos nyelőcsőroncsolások gyógyulása. Treer Józseffel. (Orvosi Hetilap, 1934, 49.)
- Az összehasonlítás fontossága a fülészetben. Treer Józseffel. (Budapesti Orvosi Ujság, 1935, 20.)
- Lateropharyngealis tályogokról. (Orvosok Lapja, 1947, 22.)
- Az orbitába áttört os zygomaticum osteomyelitise. (Orvosok Lapja, 1949, 22.)
- Heveny középfülbántalmak kezelése új gyógyeljárással. (Honvédorvosi Közlemények, 1950, 4.)
- Új gyógyeljárási kísérletek ozaenás betegeken. (Honvédorvos, 1951, 1.)
- Szövődményes szájpadmandulagyulladások. (Orvosi Hetilap, 1951, 52.)
- 17 hónapos gyermek tömeges idegen test aspiratiója. (Orvosi Hetilap, 1953, 9.)
- Különböző elgondolások idült, nem cholesteatomás középfülgyulladások gyógykezelésében. (Katonaorvosi Szemle, 1955, 1.)
- Újabb beszámoló tartós gyógyulásokról ozaenás betegeken. (Honvédorvos, 1957, 11–12.)